# Nuestra Señora del Juncal
Nuestra Señora del Juncal fue un galeón español hundido frente a las costas de México en 1631, durante su travesía entre Veracruz y La Habana cuando se dirigía a España cargado con un millón de monedas de plata y reales.
México y España firmaron en 2014 un memorando de entendimiento “para la cooperación en la gestión, investigación, protección, conservación y preservación de recursos y sitios del Patrimonio Cultural Subacuático” que incluía una campaña arqueológica conjunta entre ambos países que se reiteró en 2020 para localizar este pecio.

## Historia
A partir de mediados del siglo XVI, la Corona española estableció que los viajes comerciales entre el Nuevo Mundo y la ciudad de Sevilla debían realizarse en convoy, para protegerse de los ataques enemigos.
El Nuestra Señora del Juncal era nave capitana de la flota de Nueva España de 1630, que estaba compuesta por unas 23 embarcaciones. Habían partido desde Cádiz el 28 de julio de 1630 y habían arribado al puerto de San Juan de Ulúa el 5 de octubre, después de algo más de dos meses de navegación.
Después de llegar a territorio del Virreinato de Nueva España en el actual México, los barcos debían esperar casi un año a que los comerciantes preparasen sus mercancías en Veracruz, las naves debían ser reparadas y alistar una nueva tripulación. En 1631, se retrasó el viaje de vuelta hacia España, entre otros por la amenaza de los barcos holandeses que mantenían guerra con España, y un día antes de la partida de vuelta desde Nueva España, falleció Miguel de Echazarreta, que era el capitán general de la flota a la que pertenecía el galeón. Después de alguna dudas sobre la marcha hacia España, ya que octubre era mes poco propicio por la extensión de los huracanes, el barco partió del puerto de Veracruz el 14 de octubre de 1631, en dirección hacia el puerto de San Cristóbal en La Habana, donde debía unirse a la flota de América del Sur y a los barcos de escolta.
El galeón llevaba más de 300 personas a bordo y la hacienda de dos años que hacía que no partía la flota, 
un total de 3.644.198 pesos 5 tomines en plata y reales, de los cuales algo menos de la mitad pertenecía a la Corona y el resto a los comerciantes. Llevaba también una abundante carga de chocolate, seda, cuero y tintes.  
El galeón se encontraba ya a la salida en malas condiciones, pues tenía vías de agua que no se habían reparado durante la estancia en Veracruz y además marchaba sobrecargado. A los pocos días de iniciada la travesía llegó un temporal y tuvieron que empezar a achicar agua día y noche. La nave tampoco era capaz de maniobrar bien y llegaron a cortar el mástil mayor.
El Juncal se hundió después de dos semanas de mar convulsa. Sobrevivieron solo 39 personas de los más de 300 personas que viajaban a bordo, gracias a una pequeña lancha que se encontraba en condiciones frágiles y que amenazaba con irse también al fondo del mar.